# Independence Rock (Wyoming)
Independence Rock é um grande monólito granítico com cerca de 40 metros de altura, no sudoeste do condado de Natrona, no centro do estado do Wyoming, nos Estados Unidos. Durante os meados do século XIX, este rochedo era um marco proeminente e muito conhecido por quem viajava pelo Oregon Trail, Mormon Trail e California Trail, as rotas de emigração para o oeste dos Estados Unidos. Muitos deixaram o seu nome gravado na rocha.
Foi classificado como National Historic Landmark em 20 de janeiro de 1961. Faz hoje parte do Independence Rock State Historic Site, pertencente e operado pelo estado do Wyoming.

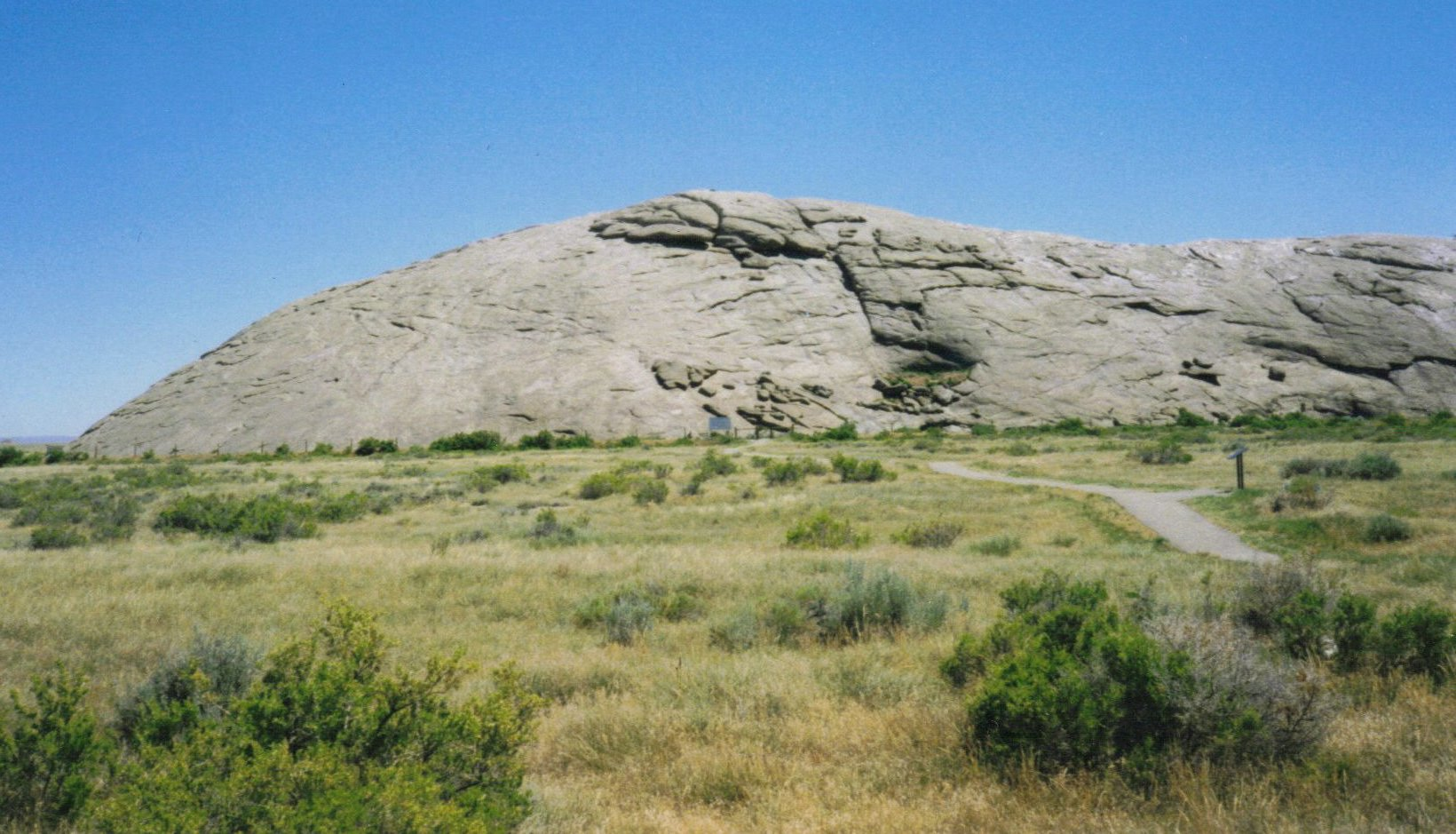
Independence Rock, local emblemático das Emigrant Trails.